# Hosakatti, Hirekerur
Hosakatti là một làng thuộc tehsil Hirekerur, huyện Haveri, bang Karnataka, Ấn Độ.